# Livramento do Brumado
Livramento do Brumado is een van de 32 microregio's van de Braziliaanse deelstaat Bahia. Zij ligt in de mesoregio Centro-Sul Baiano en grenst aan de microregio's Boquira in het westen en noorden, Seabra in het oosten, Brumado in het zuidoosten en Guanambi in het zuidwesten. De microregio heeft een oppervlakte van ca. 5627 km². Midden 2004 werd het inwoneraantal geschat op 94.207.
Vijf gemeenten behoren tot deze microregio:
- Dom Basílio
- Érico Cardoso
- Livramento de Nossa Senhora
- Paramirim
- Rio do Pires

Mesoregio's: Centro-Norte Baiano · Centro-Sul Baiano · Extremo Oeste Baiano · Metropolitana de Salvador · Nordeste Baiano · Sul Baiano · Vale São-Franciscano da Bahia

Microregio's: Alagoinhas · Barra · Barreiras · Bom Jesus da Lapa · Boquira · Brumado · Catu · Cotegipe · Entre Rios · Euclides da Cunha · Feira de Santana · Guanambi · Ilhéus-Itabuna · Irecê · Itaberaba · Itapetinga · Jacobina · Jequié · Jeremoabo · Juazeiro · Livramento do Brumado · Paulo Afonso · Porto Seguro · Ribeira do Pombal · Salvador · Santa Maria da Vitória · Santo Antônio de Jesus · Seabra · Senhor do Bonfim · Serrinha · Valença · Vitória da Conquista